# 志賀直人
志賀 直人（しが なおと、1955年 - ）は、日本の法学者、労働法学者。専門は、人事労務管理論、就業規則に関する研究。関西外国語大学名誉教授。

## 来歴
東京都出身。大東文化大学法学部卒業。同大学院法学研究科修了（佐藤時次郎研究室）後、東京工業大学研究生（慶谷淑夫研究室）。1986年関西外国語大学短期大学部講師、1996年同助教授。その後、関西外国語大学国際言語学部助教授を経て、関西外国語大学国際言語学部教授。（※国際言語学部は英語国際学部に名称変更のため、関西外国語大学英語国際学部生も担当）
2021年、関西外国語大学を退職、名誉教授。

## 著書
- 『労働法と労使関係をめぐる諸問題』（東洋館、1983年）
- 『雇用の法学』（中央経済社、1997年）
- 『ワンポイント雇用法』（中央経済社、2001年）

などがある。